# Cecilioides eulima
Cecilioides eulima es una especie de molusco gasterópodo de la familia Ferussaciidae en el orden de los Stylommatophora.

## Distribución geográfica
Es endémica de Madeira.